# Jaderná elektrárna Callaway
Jaderná elektrárna Callaway (anglicky Callaway Nuclear Generating Station) je provozní jadernou elektrárnou ve Spojených státech. Leží v oblasti Callaway County poblíž města Fulton ve státě Missouri. Elektrárnu vlastní a provozuje společnost Ameren Missouri. Jedná se o jedinou jadernou elektrárnu ve státě Missouri. Reaktor byl dodán a vybudován společností Westinghouse.

## Historie a technické informace

### Blok 1
Jaderná elektrárna Callaway začala být budována roku 1975. Výstavba jediného reaktoru započala 1. září 1975. Jedná se o tlakovodní čtyřsmyčkový reaktor M412. Jeho hrubý výkon je 1275 MW a čistý výkon po odečtení vlastních potřeb bloku činí 1215 MW. Do sítě byl blok připojen 24. října 1984 a do komerčního provozu přešel 19. prosince 1984. Jediný současný reaktor elektrárny dodává 19% elektřiny v Missouri. Hlavní dodavatel elektrárny byla americká společnost Westinghouse. Dne 19. listopadu 2005 pracovníci výměnu všech čtyř parogenerátorů za 63 dní a 13 hodin, což je světový rekord pro reaktor se čtyřmi smyčkami. V roce 2014 NRC nalezly v blízkosti elektrárny kontaminovanou podzemní vodu. Ke chlazení jaderné elektrárny slouží jediná chladicí věž o výšce 169 metrů a průměru základny 131 metrů. Teplota vody na vstupu do chladicí nádrže je 53 °C a následně je ochlazena na 35 °C.

### Blok 2
Původně se v elektrárně zvažovalo postavit ještě jeden reaktor identického typu, ale 1. října 1981 byl plán zrušen z důvodu vysokého překročení nákladů za první blok.
28. července 2008 byla podána žádost o stavbu druhého energetického bloku US-EPR v elektrárně Callaway s výkonem okolo 1600 MW do roku 2018 až 2020. V dubnu 2009 byl však návrh zrušen. Jediným kamenem úrazu byl zákon, který zakazuje energetickým společnostem účtovat zákazníkům vyšší sazby za elektřinu ze stavebního úvěru předtím, než nový reaktor vyrobí elektřinu. Nový jaderný reaktor by stál nejméně 6 miliard dolarů. V roce 2015 bylo rozhodnuto o výstavbě nových solárních elektráren v Missouri, aby se vyrovnala rostoucí spotřeba energie, čímž výstavba nového bloku ztratila na významu.

### Okolní obyvatelstvo
NRC definuje dvě zóny havarijního plánování kolem jaderných elektráren. První o poloměru 16 kilometrů, která se týká především vystavení radioaktivní kontaminace vzduchu a poté druhou o poloměru 80 kilometrů, jež se zabývá kontaminací potravin a vody.
V srpnu 2010 NRC odhadla, že roční šance, že by zemětřesení mohlo poškodit aktivní zónu reaktoru v elektrárně, je přibližně 1 ku 500 000. Jedná se tak o reaktor s nejmenší šancí poškození aktivní zóny zemětřesením ve Spojených státech.

## Informace o reaktorech
| Reaktor    | Typ reaktoru      | Výkon   | Výkon   | Zahájení výstavby                        | Připojení k síti                         | Uvedení do provozu                       | Uzavření |
| Reaktor    | Typ reaktoru      | Čistý   | Hrubý   | Zahájení výstavby                        | Připojení k síti                         | Uvedení do provozu                       | Uzavření |
| ---------- | ----------------- | ------- | ------- | ---------------------------------------- | ---------------------------------------- | ---------------------------------------- | -------- |
| Callaway-1 | Westinghouse M412 | 1215 MW | 1275 MW | 1. 9. 1975                               | 24. 10. 1984                             | 19. 12. 1984                             |          |
| Callaway-2 | Westinghouse M412 | 1120 MW | 1176 MW | Plánovaná výstavba zrušena 1. října 1981 | Plánovaná výstavba zrušena 1. října 1981 | Plánovaná výstavba zrušena 1. října 1981 |          |